# Степановка (Крым)
Степа́новка (до 1948 года Фёдоровка; укр. Степанівка, крымскотат. Stepanovka, Степановка) — село в Нижнегорском районе Республики Крым, входит в состав Чкаловского сельского поселения (согласно административно-территориальному делению Украины — Чкаловского сельского совета Автономной Республики Крым).

## Население
| 2001 | 2014 |
| ---- | ---- |
| 72   | ↘42  |

Всеукраинская перепись 2001 года показала следующее распределение по носителям языка
| Язык             | Процент |
| ---------------- | ------- |
| русский          | 76.39   |
| крымскотатарский | 22.22   |
| молдавский       | 1.39    |

### Динамика численности
- 1926 год — 45 чел.[10]
- 1989 год — 82 чел.[11]
- 2001 год — 72 чел.[12]
- 2009 год — 64 чел.[13]
- 2014 год — 42 чел.[14]

## Современное состояние
На 2017 год в Степановке улиц и переулков не числится; на 2009 год, по данным сельсовета, село занимало площадь 14,8 гектара на которой, в 23 дворах, проживало 64 человека. Степановка связана автобусным сообщением с Симферополем, райцентром и соседними населёнными пунктами.

## География
Степановка — село на севере района, в степном Крыму, высота центра села над уровнем моря — 5 м. Ближайшие сёла: Заливное в 1,5 км на юг, Чкалово в 2,5 км на запад и Коврово в 0,3 км на север. Расстояние до райцентра — около 22 километров (по шоссе), там же ближайшая железнодорожная станция — Нижнегорская (на линии Джанкой — Феодосия).

## История
Судя по доступным источникам, село было основано в начале 1920-х годов, поскольку впервые встречается в Списке населённых пунктов Крымской АССР по Всесоюзной переписи 17 декабря 1926 года, согласно которому в селе Фёдоровка, Мангитского сельсовета (в котором — Ковровском — село состояло вдо 1974 года) Джанкойского района, числилось 8 дворов, все крестьянские, население составляло 45 человек, из них 42 русских и 3 украинцев.
Постановлением ВЦИК «О реорганизации сети районов Крымской АССР» от 30 октября 1930 года был создан Сейтлерский район (по другим сведениям 15 сентября 1931 года) и село включили в его состав. По данным переписи 1989 года в селе проживало 82 человека.
В 1944 году, после освобождения Крыма от фашистов, 12 августа 1944 года было принято постановление № ГОКО-6372с «О переселении колхозников в районы Крыма» и в сентябре 1944 года в Азовский район Крыма приехали первые новоселы (162 семьи) из Житомирской области, а в начале 1950-х годов последовала вторая волна переселенцев из различных областей Украины. С 25 июня 1946 года село в составе Крымской области РСФСР. Указом Президиума Верховного Совета РСФСР от 18 мая 1948 года, Фёдоровку переименовали в Степановку. 26 апреля 1954 года Крымская область была передана из состава РСФСР в состав УССР. Указом Президиума Верховного Совета УССР «Об укрупнении сельских районов Крымской области», от 30 декабря 1962 года Азовский район был упразднён и село вновь присоединили к Джанкойскому. 1 января 1965 года, указом Президиума ВС УССР «О внесении изменений в административное районирование УССР — по Крымской области», включили в состав Нижнегорского. В 1974 году из Ковровского сельсовета был выделен Чкаловский, к которому отнесли Степановку. С 12 февраля 1991 года село в восстановленной Крымской АССР, 26 февраля 1992 года переименованной в Автономную Республику Крым. С 21 марта 2014 года в составе Крыма аннексирована Россией.